# Sainte-Marthe (Lot-et-Garonne)
Sainte-Marthe település Franciaországban, Lot-et-Garonne megyében. Lakosainak száma 657 fő (2022. január 1.). Sainte-Marthe Fourques-sur-Garonne, Sainte-Gemme-Martaillac, Bouglon, Caumont-sur-Garonne, Grézet-Cavagnan, Le Mas-d’Agenais és Samazan községekkel határos.

## Népesség
A település népessége az elmúlt években az alábbi módon változott:
| Lakosok száma | 364  | 306  | 381  | 460  | 550  | 579  | 605  | 645  | 657  | 657  |
|               | 1968 | 1982 | 1990 | 2006 | 2013 | 2015 | 2017 | 2019 | 2020 | 2022 |